# 蓬蒂永
蓬蒂永（法語：Ponthion，法語發音：[pɔ̃tjɔ̃]）是法国马恩省的一个市镇，属于维特里勒弗朗索瓦区。

## 地理
蓬蒂永（48°45'30"N, 4°42'41"E）面积7.26 平方千米，位于法国大東部大區马恩省，该省份为法国东北部内陆省份，北起阿登省，西北接埃纳省，西南接塞纳-马恩省，南至奥布省，东南接上马恩省，东临默兹省。
与蓬蒂永接壤的市镇（或旧市镇、城区）包括：布莱姆、布吕松、勒比松、栋普勒米、埃尔斯莱韦克、乌特勒蓬、普利尚库尔。

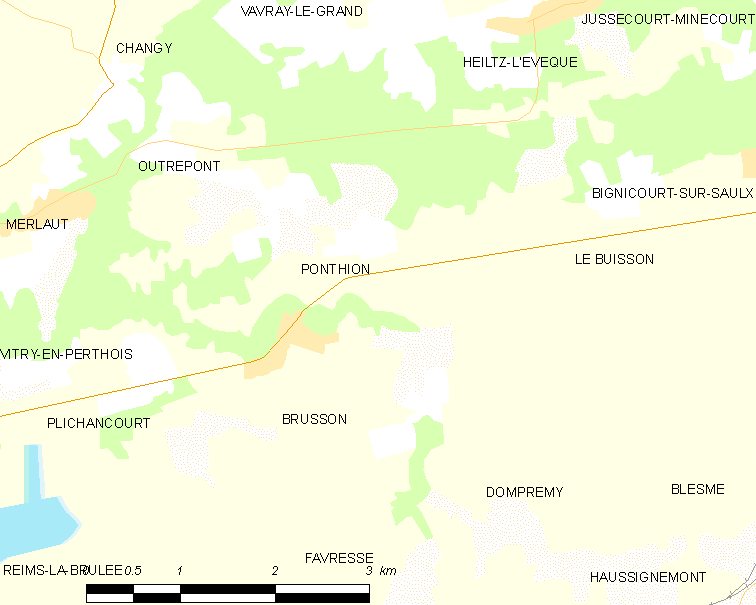
蓬蒂永的OSM定位图

蓬蒂永的时区为UTC+01:00、UTC+02:00（夏令时）。

## 行政
蓬蒂永的邮政编码为51300，INSEE市镇编码为51441。

## 政治
蓬蒂永所属的省级选区为塞迈兹莱班县。

## 人口

1962-2008年间蓬蒂永人口变化图示

蓬蒂永于2022年1月1日时的人口数量为103人。